# Ella Mai (album)
Ella Mai è l'album in studio di debutto della cantante britannica omonima, pubblicato il 12 ottobre 2018 dalle etichette discografiche 10 Summers e Interscope Records.
Il progetto discografico è stato candidato al Grammy Award al miglior album R&B ed è stato trainato dal singolo Boo'd Up, vincitore del Grammy Award alla miglior canzone R&B.

## Antefatti
Ad agosto 2018 il produttore Mustard ha rivelato a Billboard che, al momento della firma del contratto discografico di Ella Mai, era prevista la pubblicazione di tre EP al fine di catturare l'interesse di un pubblico abbastanza ampio per registrare un album; la strategia si è rivelata funzionale grazie al successo ottenuto dal singolo Boo'd Up.

## Descrizione
Il progetto discografico è stato prodotto principalmente dal disc jockey e produttore discografico Mustard, vedendo la partecipazione di numerosi autori e produttori, tra cui Bryan-Michael Cox, Jamie Foxx, Timbaland e David Brown. Nel progetto sono presenti tre collaborazioni con Chris Brown, John Legend, H.E.R.. La cantante, intervistata da  Keryce Chelsi Henry di Forbes, ha raccontato il processo creativo dell'album:
(Ella Mai)

## Riconoscimenti
L'album include il singolo Boo'd Up, ampiamente sostenuto dalla critica musicale, candidato al Grammy Award alla canzone dell'anno e vincitore nella categoria per la miglior canzone R&B. Il brano ha inoltre vinto un Soul Train Music Award, un Billboard Music Award e un iHeartRadio Music Award.
American Music Award
- 2019 – Candidatura al miglior album R&B/Soul[14]

Billboard Music Awards
- 2019 – Candidatura al miglior album R&B[15]

Grammy Award
- 2020 – Candidatura al miglior album R&B[7]

NAACP Image Award
- 2019 – Miglior album[16]

Soul Train Music Award
- 2019 – Candidatura all'album dell'anno[17]

## Tracce
1. Emotions – 0:11 (Myles Jason Howell)
2. Good Bad – 3:49 (J. Warner, Ella Mai Howell, Nana Rogues)
3. Dangerous – 4:39 (Bryan-Michael Cox, Charles Hinshaw, Ella Mai Howell)
4. Sauce – 3:04 (Quintin Gulledge, Ella Mai Howell, Dijon McFarlane, Varren Wade)
5. Whatchamacallit (feat. Chris Brown) – 2:59 (Christopher Brown, Dijon McFarlane, Sam Hook, Jordan Holt, Ella Mai Howell)
6. Cheap Shot – 4:01 (Harmony Samuels, Ella Mai Howell, Varren Wade, Shawn Butler, Edgar Etienne)
7. Shot Clock – 3:21 (Micah John, Aubrey Graham, Dijon McFarlane, Ella Mai Howell, Jahron Brathwaite, Benjamin Bush, Timothy Mosley)
8. Boo'd Up – 3:59 (Ella Mai Howell, Joelle James, Dijon McFarlane, Larrance Dopsin)
9. Everything (feat. John Legend) – 3:01 (Dijon McFarlane, Quintin Gulledge, Ella Mai Howell, Jeff Shum, Dayyon Alexander)
10. Own It – 4:11 (David Brown, Ella Mai Howell, Marcos Palacios, Miykal Snoddy, Eric Bishop, Billy Moss)
11. Run My Mouth – 2:35 (Dijon McFarlane, Ella Mai Howell, Jessica Karpov)
12. Gut Feeling (feat. H.E.R.) – 3:56 (Dijon McFarlane, Caroline Ailin, Gabriella Wilson, Ella Mai Howell, Brandon Treyshun Campbell, Quintin Gulledge)
13. Trip – 3:33 (Dijon McFarlane, Ella Mai Howell, Varren Wade, Quintin Gulledge)
14. Close – 4:11 (Dijon McFarlane, Ella Mai Howell, Varren Wade, Quintin Gulledge)
15. Easy – 4:32 (Peder Losnegård, Ella Mai Howell, Charles Hinshaw, Dijon McFarlane, Robbie Grey, Gary McDowell, Richard Brown, Michael Conroy, Stephen Walker, Quintin Gulledge)

Tracce bonus nell'edizione digitale e streaming
1. Naked – 3:17 (Ella Mai Howell, Dijon McFarlane, Samuel Hook, Omer Fedi, Daniel Jean, Paul Jean, Nathalie Jean, Samuel Jean, Timothy Jean, Midi Jones, Giscard Friedman, Andrew Graziuso)

Tracce bonus nell'edizione giapponese
1. Boo'd Up (Remix) (feat. Nicki Minaj e Quavo) – 3:37 (Ella Mai Howell, Joelle James, Dijon McFarlane, Larrance Dopsin, Onika Maraj, Quavo Marshall)

## Successo commerciale
L'album ha debuttato alla 5ª posizione della Billboard 200, con 69 000 unità di cui 17 000 copie pure. È diventato così la più alta entrata della cantante in questa classifica. Ha inoltre debuttato in vetta alla classifica statunitense degli album R&B.

## Classifiche

### Classifiche settimanali
| Classifica (2018) | Posizione massima |
| ----------------- | ----------------- |
| Australia         | 19                |
| Belgio (Fiandre)  | 94                |
| Belgio (Vallonia) | 168               |
| Canada            | 16                |
| Irlanda           | 55                |
| Nuova Zelanda     | 7                 |
| Paesi Bassi       | 31                |
| Regno Unito       | 18                |
| Stati Uniti       | 5                 |

### Classifiche di fine anno
| Classifica (2019) | Posizione |
| ----------------- | --------- |
| Nuova Zelanda     | 29        |
| Stati Uniti       | 41        |
| Classifica (2020) | Posizione |
| Nuova Zelanda     | 50        |
| Stati Uniti       | 193       |